# Thomas Bentley
Thomas Bentley est un réalisateur britannique né en 1884 à Londres (Angleterre) et mort en 1966 à Bournemouth.

## Filmographie
- 1912 : Oliver Twist (en)
- 1913 : David Copperfield
- 1914 : The Old Curiosity Shop (en)
- 1914 : The Chimes (en)
- 1915 : Barnaby Rudge (en)
- 1915 : Hard Times (en)
- 1916 : Beau Brocade (en)
- 1916 : Milestones
- 1917 : Les Cloches de Corneville (en)
- 1917 : Daddy (en)
- 1917 : The Labour Leader (en)
- 1918 : Once Upon a Time (en)
- 1918 : The Divine Gift (en)
- 1920 : Beyond the Dreams of Avarice (en)
- 1920 : General Post (en)
- 1921 : The Adventures of Mr. Pickwick
- 1921 : The Old Curiosity Shop (en)
- 1922 : A Master of Craft (en)
- 1923 : Through Fire and Water (en)
- 1924 : Chappy - That's All (en)
- 1924 : Love and Hate (en)
- 1924 : Old Bill Through the Ages (en)
- 1924 : Wanted, a Boy (en)
- 1925 : A Romance of Mayfair (en)
- 1925 : Money Isn't Everything (en)
- 1926 : White Heat (en)
- 1927 : The Silver Lining (en)
- 1928 : L'Âge des bêtises (en) (Not Quite a Lady)
- 1929 : The American Prisoner (en)
- 1929 : Young Woodley (en)
- 1930 : Compromising Daphne (en)
- 1930 : Young Woodley (en)
- 1930 : Harmony Heaven (en)
- 1931 : Hobson's Choice (en)
- 1931 : Keepers of Youth (en)
- 1932 : After Office Hours (en)
- 1932 : Cinq Nuits sans sommeil (en) (Sleepless Nights)
- 1933 : Hawley's of High Street (en)
- 1933 : The Love Nest (en)
- 1934 : The Great Defender (en)
- 1934 : Le Magasin d'antiquités (en) (The Old Curiosity Shop)
- 1934 : Le Secret de Scotland Yard (en) (The Scotland Yard Mystery)
- 1934 : C'était l'âge d'or (en) (Those Were the Days)
- 1935 : Music Hath Charms
- 1935 : Royal Cavalcade
- 1936 : She Knew What She Wanted (en)
- 1937 : Sherlock Holmes contre Moriarty (Silver Blaze)
- 1937 : The Angelus (en)
- 1937 : The Last Chance (en)
- 1938 : Marigold (en)
- 1938 : Night Alone (en)
- 1939 : Lucky to Me (en)
- 1939 : Me and My Pal (en)
- 1939 : The Middle Watch (en)
- 1940 : Dead Man's Shoes (en)
- 1940 : Three Silent Men (en)
- 1941 : Old Mother Riley's Circus (en)